# Otus pembaensis
Mocho-d'orelhas-de-pemba ou mocho-de-orelhas-de-pemba (Otus pembaensis) é uma espécie de ave estrigiforme pertencente à família Strigidae.